# Saint-jeoire-prieuré (AOC)
Pour l’article homonyme, voir Saint-Jeoire-Prieuré.
Le saint-jeoire-prieuré, ou vin de Savoie Saint-Jeoire-Prieuré, est un vin blanc de Savoie, produit sur la commune de Saint-Jeoire-Prieuré. C'est une dénomination géographique au sein de l'appellation d'origine contrôlée vin de Savoie depuis 1973.

## Histoire

### Antiquité
En Savoie, la culture de la vigne se développe dès la colonisation romaine. Ce qui permet à Pline et Columelle d'en faire état dans leurs écrits. « La qualité des vins est déjà mise en avant à cette époque, et s'explique par une inspiration du savoir-faire grec. ».

### Moyen Âge

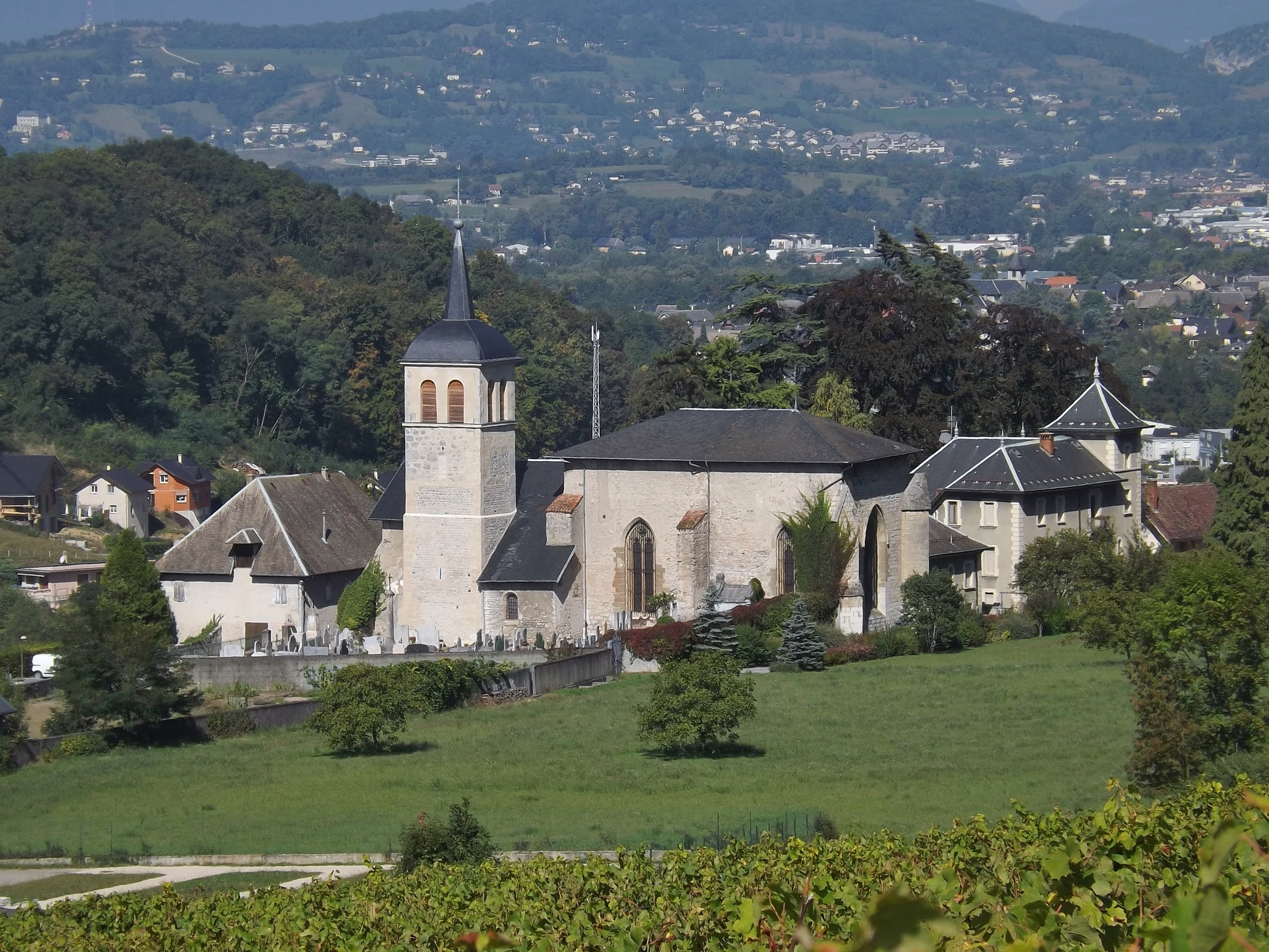
Église Saint-Georges du Prieuré (classée MH) et ses vignes au premier plan

Les premières traces écrites du village date du XIIe siècle. Dans le cartulaire des chanoines de Saint-Augustin, il est notifié, qu'en 1112, ils  s'installèrent dans une paroisse qu'ils placèrent sous le vocable et la protection de saint Georges. Ce nouveau patron de la paroisse vit son nom déformé en saint Jeoire.
Un autre acte du cartulaire, daté de 1120, notifie la transformation de l’église paroissiale en prieurale, par la volonté de Hughes de Châteauneuf, évêque de Grenoble. Il confirme les privilèges des chanoines réguliers de Saint-Augustin sur ces lieux.

### Période moderne
La plus grande extension du vignoble se fit entre le XVIe siècle et le XVIIIe siècle. Initialement implanté sur les coteaux les plus ensoleillés, il descendit vers les plaines. Et dans ces bas-fonds, pour préserver les ceps du gel, les vignerons mirent la vigne sur hautains en veillant à ce que les premières grappes soient à 1,50 ou 2 mètres du sol pour éviter le gel.

### Période contemporaine
En 1952, le terroir viticole de Saint-Jeoire-Prieuré est classé en AOVDQS Vin de Savoie suivie du nom Montmélian, puis uniquement en AOVDQS Vin de Savoie à partir de 1957. 
Six ans plus tard, l'INAO, pour garantir l'origine de cette production, accorde aux vignerons le droit d'y accoler le nom de leur village . Ce cru devint AOC Vin de Savoie par un décret publié le 4 septembre 1973. Actuellement, le saint-jeoire-prieuré possède le label européen AOP (Appellation d'Origine Protégée). 

## Géographie

### Orographie

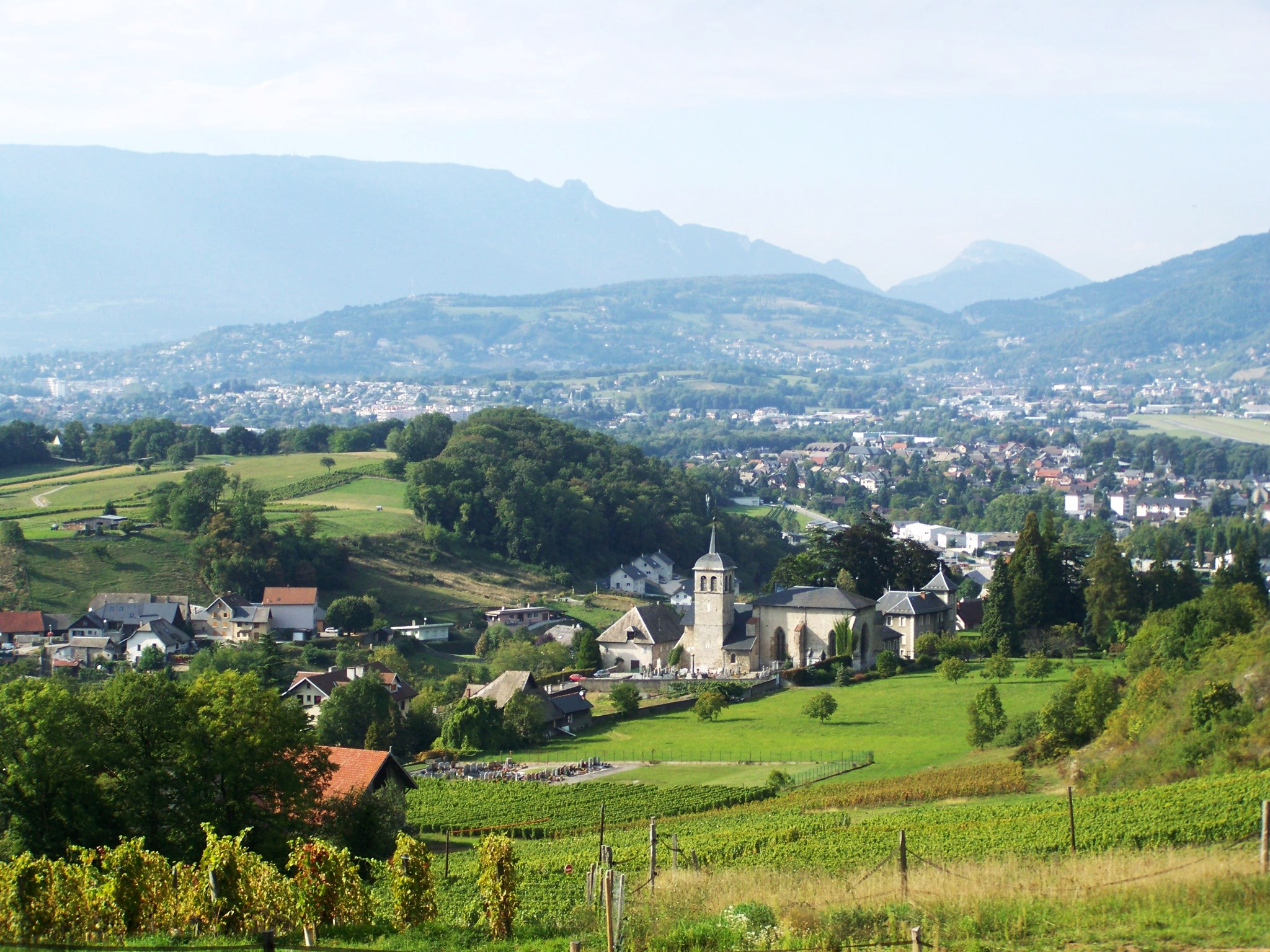
Le vignoble et ses coteaux

Le vignoble occupe les premières pentes du Massif des Bauges. Les vignes sont plantées sur des coteaux exposés plein sud.

### Géologie
La vigne est implantée sur des sols d'alluvions, de moraines glaciaires, ainsi que sur des cônes d’éboulis et des terrasses fluviales. Elle se complaît sur des sols constitués de marnes calcaires,. 

### Climat
Le terroir bénéficie d'un climat continental-montagnard, soumis à des influences océanique et méditerranéenne il jouit d’un bon ensoleillement. 

## Vignoble

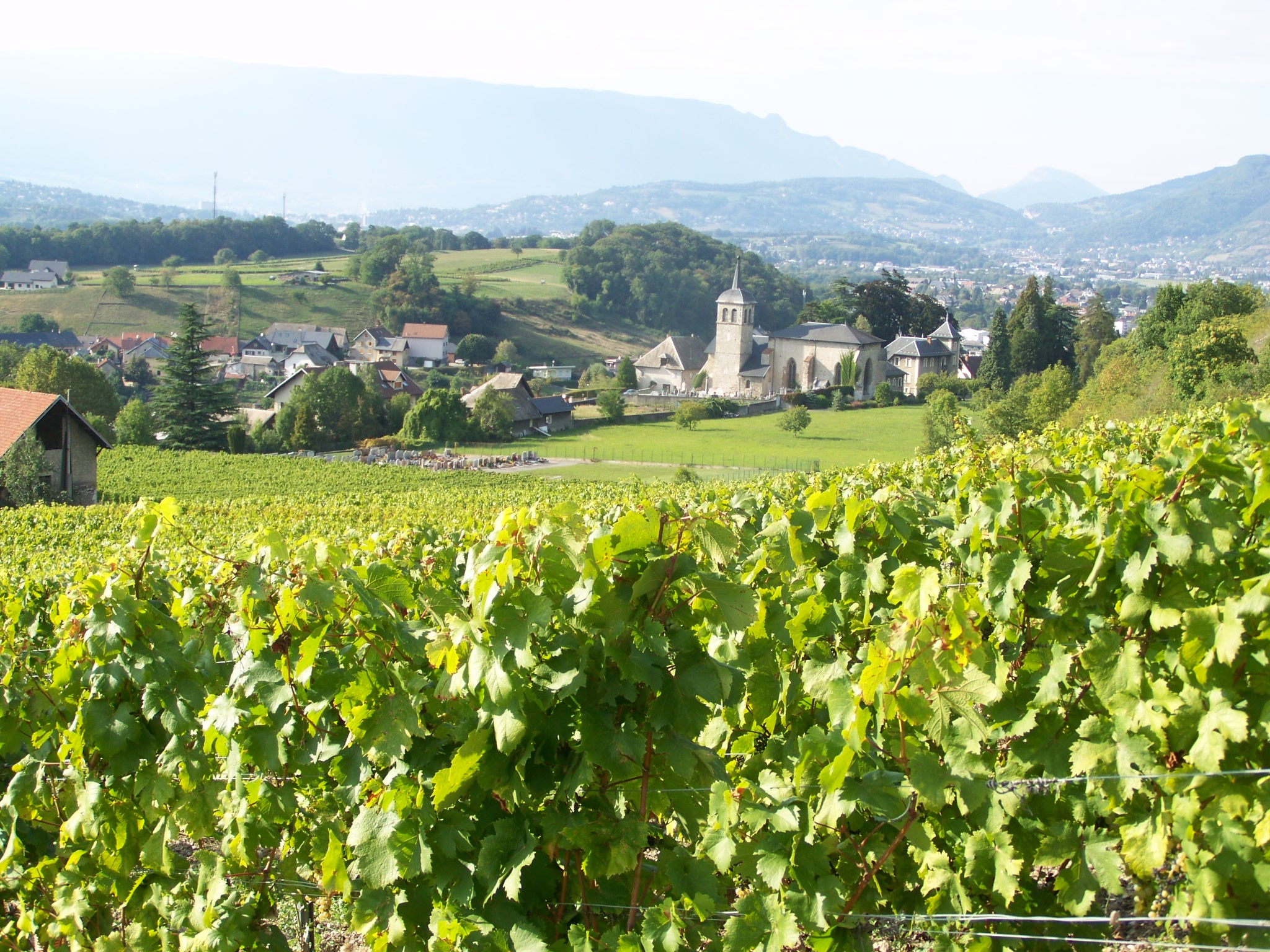
Vignoble de Saint-Jeoire-Prieuré

Ce vignoble est situé au sud-ouest de Chambéry. Il est considéré comme la porte du vignoble savoyard par sa position en balcon sur le sud de la cluse de Chambery.

### Présentation
Administrativement, ce vin ne peut être produit que dans la commune de Saint-Jeoire-Prieuré. 
Ce vignoble de 20 hectares, produit annuellement entre 440 et 460 hectolitres par an, avec une moyenne de 450 hectolitres,,.

### Encépagement
Considéré comme le seul cépage principal, la jacquère B, doit représenter au moins 80 % dans les assemblages. Peuvent également entrer dans ceux-ci, l'aligoté, l'altesse, le chardonnay, la mondeuse blanche et le velteliner rouge précoce. Il est à noter que la roussette (ou altesse) se développe très bien sur le bas des coteaux. 

### Techniques culturales et réglementaires

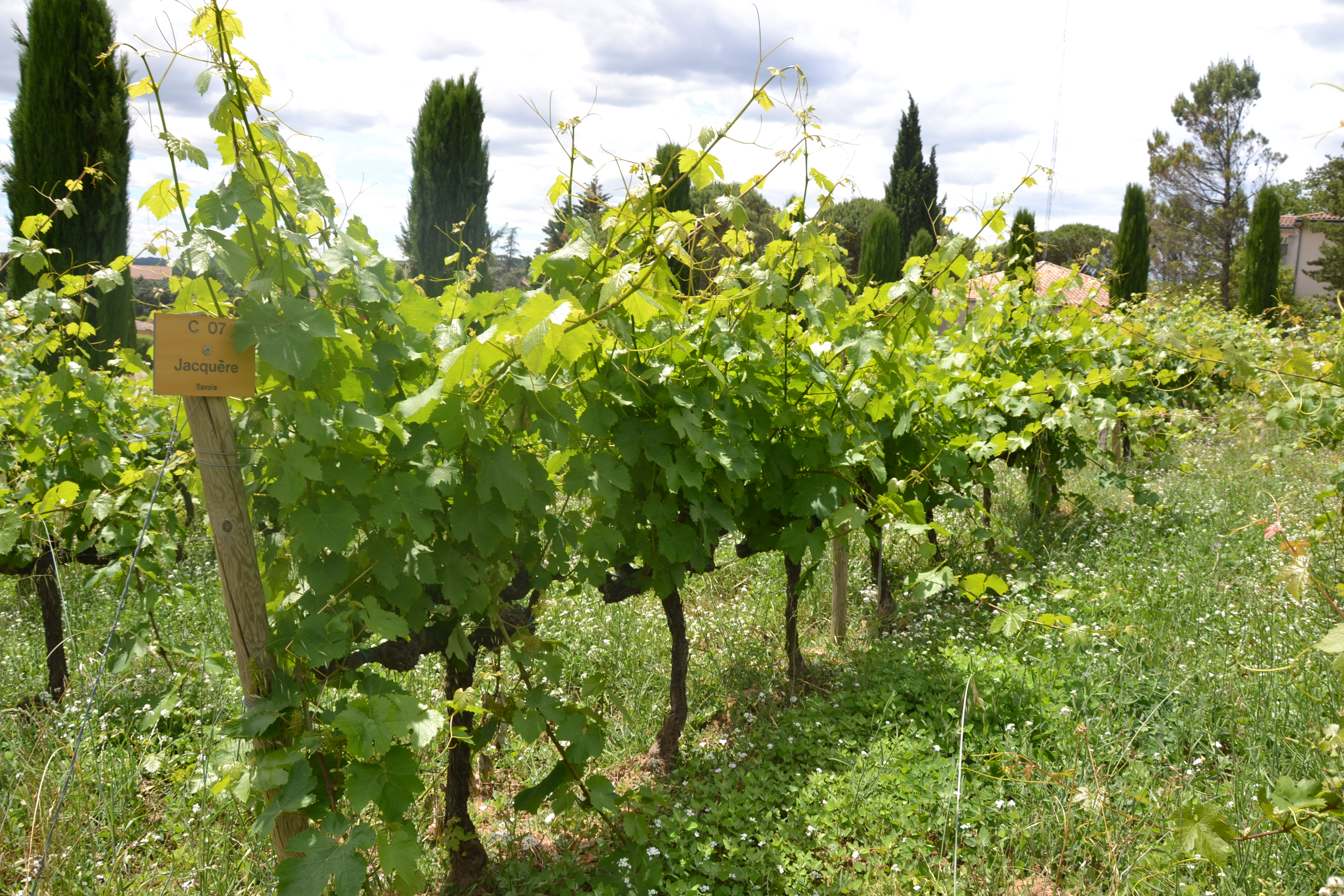
Parcelle de jacquère conduite en taille guyot simple

On peut distinguer deux systèmes de production. La densité minimale fixée par décret est de 5 000 pieds/ha. Pourtant certaines vignes sont plantées à 6 000 pieds/ha ce qui nécessite un tracteur vigneron. D'autres vignes montent jusqu'à 8 000 pieds/ha et utilise un tracteur enjambeur. 
Si la taille guyot simple est la plus répandue, avec 12 bourgeons au maximum pour tous les cépages, le chardonnay B est autorisé avec 16 bourgeons maximum. Par contre, des vignerons privilégient la taille courte avec 8 bourgeons au maximum. Ce qui permet d'obtenir un rendement moyen de 63,1 hl/ha.
Il est à souligner que cette AOC représente 0,4 % en volume des vins de Savoie et couvre 0,3 %, en surface, du vignoble de Savoie.

### Vinification

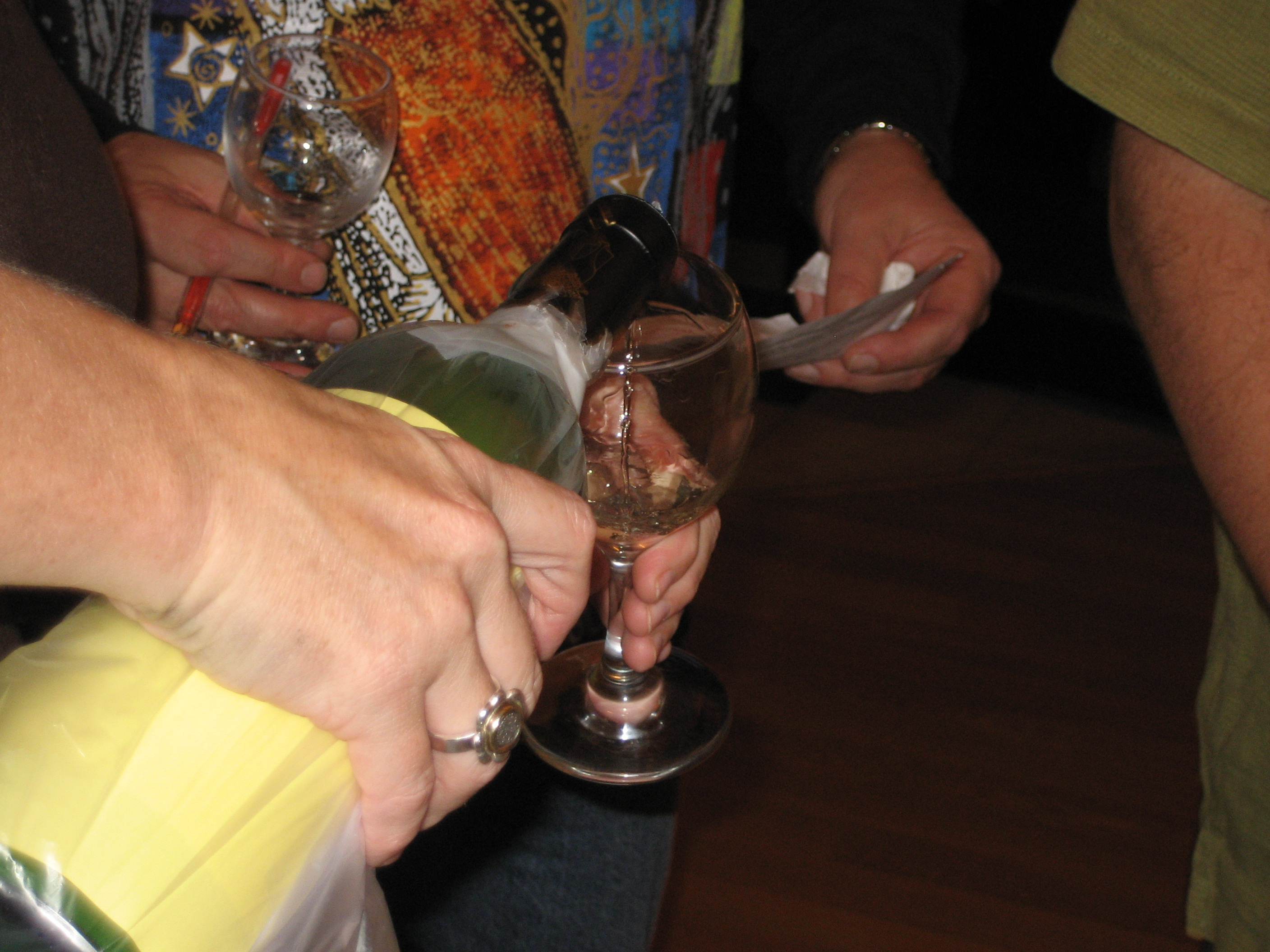
Service du vin

Les vins de Saint-Jeoire-Prieuré sont des vins tranquilles blancs qui se présentent en robe jaune  clair aux reflets verts,.

### Terroirs et vins
Ces vins blancs ont une bonne acidité et sont marqués par une note minérale. À la dégustation, ils développent des arômes mêlant les notes fruitées et végétales, ainsi que des arômes d’agrumes de type cédrat et citron, caractéristiques de la jacquère. 

### Gastronomie
Ils doivent être consommés dans leur jeunesse. Pour des millésimes courants, leur potentiel de garde ne dépasse pas les 2 ans, mais pour des millésimes d'exception le temps de garde peut varier de 3 à 5 ans. 
Pour obtenir un développement maximum des arômes la température de service doit se situer entre 8 °C et 10 °C,.

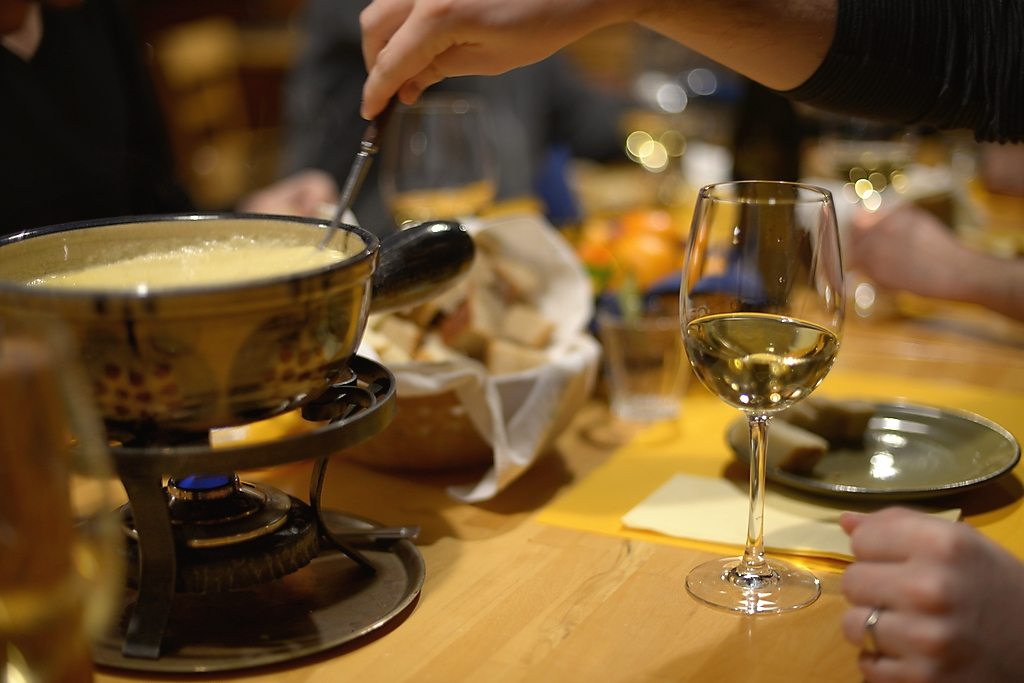
Fondue

Les meilleurs accords se font sur les fromages (fondue, raclette et tomme des Bauges), les truites et autres poissons savoyards, le suprême de volaille et les endives braisées.